# VPX

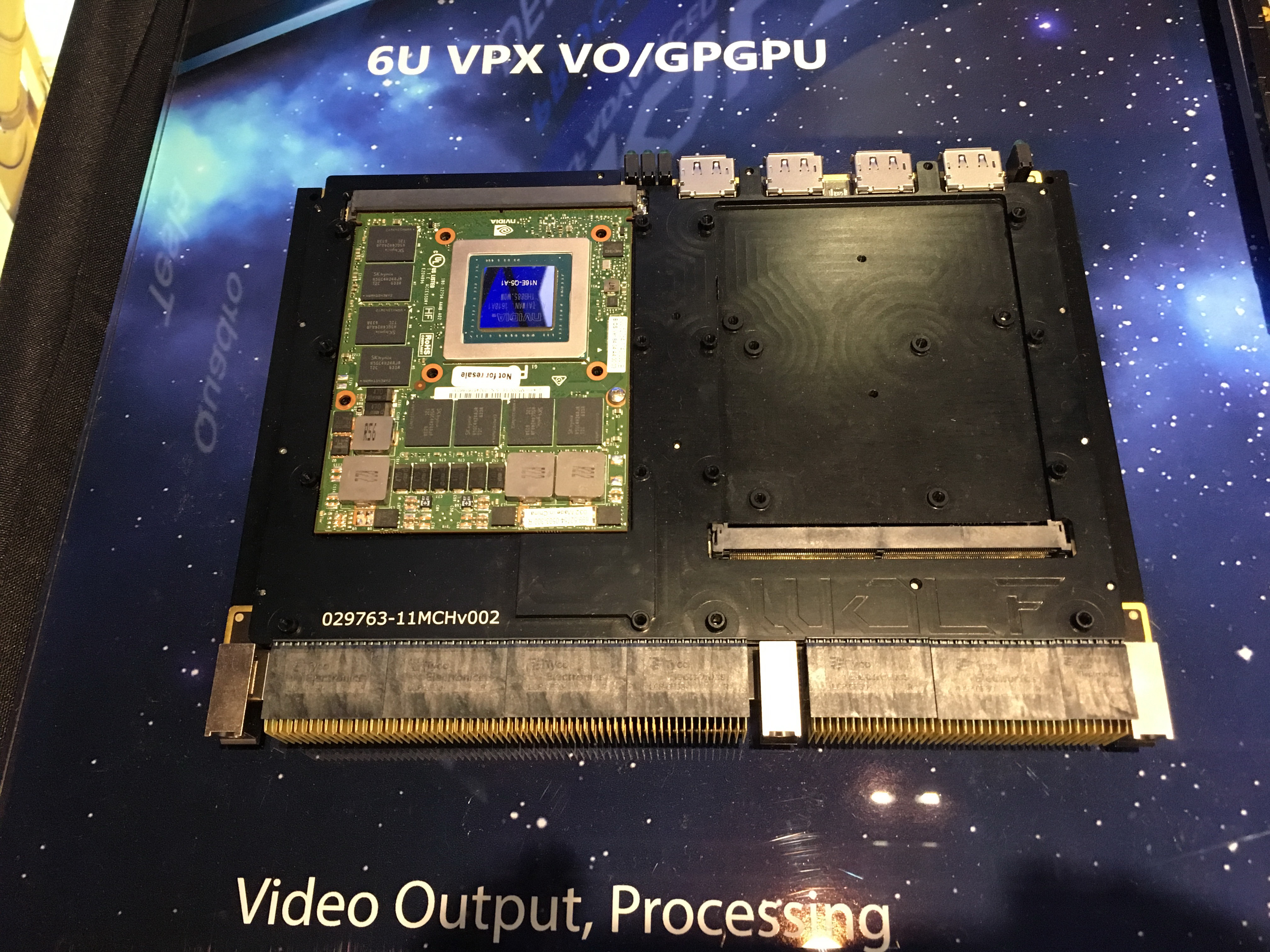
6U VPX Video modulo

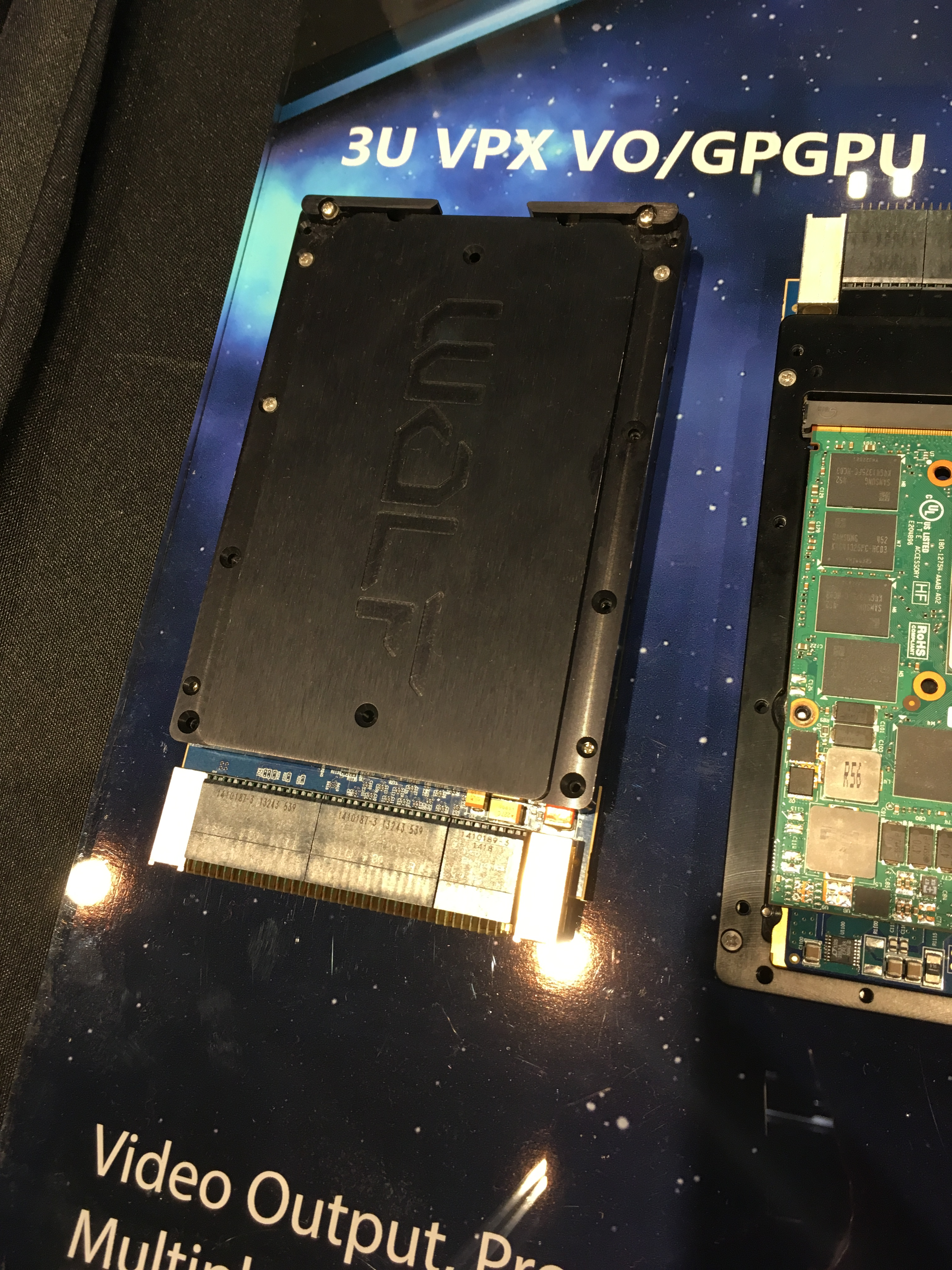
3U VPX modulo

VPX, conosciuto anche come VITA 46, è uno standard ANSI (ANSI/VITA 46.0-2007) nato per rimpiazzare il bus VME. Definito dall'organizzazione internazionale VITA, questo standard è stato sviluppato con la collaborazione dei principali sub-appaltatori dell'industria della difesa ed aeronautica, ed è stato specificatamente pensato per le applicazioni militari. VPX mantiene i formati 6U e 3U tipici del bus VME e supporta i mezzanini PMC e XMC esistenti.
La nuova generazione dei sistemi basati su VPX utilizza i protocolli seriali sincroni quali PCI Express e RapidIO per la comunicazione tra le schede. Queste tecnologie di comunicazione stanno infatti rimpiazzando i tradizionali bus paralleli.
Le principali caratteristiche di VPX sono:
- Formato 3U e 6U
- Nuovo connettore a 7 colonne che supporta segnali fino a 6.25 Gbit/s
- Numerose scelte di protocolli da utilizzare
- Mezzanini PMC, FMC (VITA 57) e XMC (VITA 42)
- Backplane ibridi per mantenere la compatibilità con VME, VME64 e VXS.

## Specifiche
Come per altri standard è presente una specifica base che includo le caratteristiche elettriche e meccaniche dello standard ed altre `dot spec' che possono essere usate per implementare una scheda:
|            | Basic module                                                                   |
| ---------- | ------------------------------------------------------------------------------ |
| VITA 46.0  | VPX Base Standard - ANSI ratified                                              |
| VITA 46.1  | VMEbus Signal Mapping on VPX - ANSI ratified                                   |
| VITA 46.3  | Serial RapidIO(tm) on VPX Fabric Connector - VITA draft standard for trial use |
| VITA 46.4  | PCI Express on VPX Fabric Connector - VITA draft standard for trial use        |
| VITA 46.6  | Gigabit Ethernet Control Plane on VPX - draft                                  |
| VITA 46.7  | Ethernet on VPX Fabric Connector - VITA draft standard for trial use           |
| VITA 46.9  | PMC/XMC/Ethernet Signal Mapping to 3U/6U on VPX - draft                        |
| VITA 46.10 | Rear transition module on VPX - draft                                          |
| VITA 46.11 | System Management on VPX - draft                                               |
| VITA 46.12 | Fiber Optic Interface on VPX - Now VITA 66                                     |
| VITA 46.13 | Fibre channel on VPX - planned                                                 |
| VITA 46.20 | Switch slot definition on VPX - draft                                          |
| VITA 46.21 | Distributed switching topologies - draft                                       |

## OpenVPX
Il gruppo di lavoro OpenVPX fu formato nel 2009 con l'obiettivo di migliorare l'interoperabilità tra i produttori 
di schede VPX, vera mancanza dello standard originario. OpenVPX specifica nel dettaglio le tipologie di sistemi, dando un freno alla fantasia dei vari produttori.